# ألكس كاربوفيسكي
ألكس كاربوفيسكي (بالإنجليزية: Alex Karpovsky) هو كاتب سيناريو ومخرج وممثل أمريكي، ولد في 23 سبتمبر 1975 في الولايات المتحدة.

## أعمال

### أفلام
- (2013) داخل لوين ديفيس[5][6]
- (2016) يعيش القيصر[7]

### مسلسلات
- فتيات

## وصلات خارجية
- ألكس كاربوفيسكي على موقع IMDb (الإنجليزية)
- ألكس كاربوفيسكي على موقع قاعدة بيانات الأفلام العربية
- ألكس كاربوفيسكي على موقع ألو سيني (الفرنسية)
- ألكس كاربوفيسكي على موقع أول موفي (الإنجليزية)
- ألكس كاربوفيسكي على موقع قاعدة بيانات الفيلم (الإنجليزية)
- ألكس كاربوفيسكي على موقع كينوبويسك (الروسية)